# Euphorbia antiquorum
Euphorbia antiquorum — вид трав'янистих рослин з родини молочайні (Euphorbiaceae). Етимологія: лат. antiquorum — «стародавній».

## Опис

квіти й колючки

Колючий молочай, який виростає до висот 5–7 метрів; рослина з рясним білим соком. Формує нещільну розгалужену розлогу крону. Старі стебла циліндричні, з коричневою корою; молодші гілки гладкі, зелені, виразно 3(4)-кутні. Колючки парні, гострі, довжиною 2–6 мм. Листки нечисленні, ростуть на хребтах, соковиті, швидко опадають, чергові, ніжка дуже коротка, листкова пластинка від зворотно-яйцюватої до ланцетоподібної до лопатоподібної, 2–5(10) × 1–2 см, основа ослаблена, край цілий, верхівка округла або тупа з невеликим загостреним виступом. Листки в молодих саджанців значно довші. Квіткові структури називаються циатіями — це суцвіття, що складається з чашоподібного скупчення видозмінених листків, що охоплюють жіночу квітку та кілька чоловічих квіток. Циатії від жовтувато-зеленого до рожевого кольору й можуть бути поодинокими або у тріадах або по 3–4 разом. Вони повні меду, який приваблює бджіл. Чоловіча квітка лише з 1 тичинкою; пиляки рожеві. Насіннєві коробочки голі, гладкі, ≈ 8—10 мм у діаметрі, спочатку зелені й набувають насиченого темно-червоного кольору у зрілому віці. Насіння кулясте, ≈ 2 мм, коричнево-жовте, гладке. Рослина легко розмножується насінням або вегетативно. Квіти й плоди бувають протягом усього року.

## Поширення
Поширений на півдні Азії від Пакистану до В'єтнаму й о. Яви (Бангладеш, Індія, Індонезія, Малайзія, М'янма, Пакистан, Шрі-Ланка); також культивується.
Населяє сухі вічнозелені ліси.

## Використання
Рослину використовують у парках і садах як декоративну. Сольовий екстракт стебел — це антибіотик. Сік рослини деколи застосовують у медицині. Молоді пагони рослини вживають як овоч.